# Heinrich Zwickl
Heinrich Zwickl (ur. 17 maja 1903, zm. ?) – zbrodniarz nazistowski, esesman, członek załogi niemieckiego obozu koncentracyjnego Buchenwald.
Volksdeutscher węgierski. Z zawodu rolnik. Członek Waffen-SS od grudnia 1944. 7 grudnia 1944 został skierowany do obozu głównego Buchenwald, skąd 1 stycznia 1945 przeniesiono go do służby wartowniczej w podobozie Berga/Elster. Pozostał tam do 15 kwietnia 1945, po czym uczestniczył w ewakuacji obozu. 
Po zakończeniu wojny Zwickl został osądzony w procesie Us vs. Heinrich Zwickl przez amerykański Trybunał Wojskowy w Dachau w dniach 31 października – 3 listopada 1947. Za rozstrzeliwanie więźniów podczas marszu śmierci skazany został początkowo na karę śmierci przez powieszenie. 17 marca 1948 komisja rewizyjna uchyliła wyrok, stwierdzając, że nie ma wystarczających dowodów zbrodni oskarżonego.